# Koninklijk Eise Eisinga Planetarium
Het Planetarium Eise Eisinga is een wetenschapsmuseum in de stad Franeker in de Nederlandse provincie Friesland. Centraal staat een planetarium dat werd gebouwd door Eise Eisinga (1744-1828) tussen 1774 en 1781. Aangedreven door een slingeruurwerk geeft het astronomisch uurwerk sinds de voltooiing in 1781 de actuele positie van de planeten aan via de plafondwijzerplaat en is hiermee het oudste nog werkende planetarium ter wereld. Op 19 september 2023 werd het Eise Eisinga Planetarium als dertiende object van Nederland toegevoegd aan de Unesco werelderfgoedlijst.

## Geschiedenis
Wiskunde en sterrenkunde waren Eisinga's grote liefhebberij. Omdat de planeten gedurende het jaar van plek veranderen aan de sterrenhemel, maakte Eisinga jaartabellen waaruit hij hun positie kon aflezen en berekenen. Dit was een tijdrovende bezigheid. Daarom ontstond bij Eisinga de wens om een bewegend model van het zonnestelsel te bouwen. Het is niet precies bekend wat hem uiteindelijk heeft doen besluiten om met de bouw te beginnen. Zelf heeft Eisinga er niets over geschreven. Volgens Eisinga's tijdgenoot professor Jean Henri van Swinden vormde een voorspelling over het Einde der Tijden de aanleiding.
Toen zich in 1774 een conjunctie van de maan en de planeten Mercurius, Venus, Mars en Jupiter zou voordoen, gaf dominee Eelko Alta uit Bozum anoniem een boekje uit, Philosophische bedenkingen over de conjuctie van de planeten Jupiter (enz.). In dat boek voorspelde hij dat deze hemellichamen op 8 mei 1774 op elkaar zouden botsen. De aarde zou hierdoor uit haar baan worden geslingerd en zou in de zon verbranden. Door deze voorspelling ontstond onrust in Friesland. Van Swinden beschreef Eisinga's reactie hierop als volgt:
Onze burger [Eisinga] gaat daarom door middel van de tafels van Philippe de La Hire deze [voorspelde] conjunctie berekenen en concludeert dat de aarde immers toch blijft bestaan. Dan zegt hij bij zichzelf: "Omdat de aarde immers toch blijft bestaan, ga ik een machine bouwen die mij ieder moment kan laten zien wat er aan de hemel gebeurt. Ik ga hem maken in mijn vrije tijd en ik heb zeven jaar nodig om hem af te krijgen."
Ook Eisinga zelf schreef over een geplande periode van zeven jaar. Volgens zijn aantekeningen beloofde hij zijn vrouw dat hij de bouw van het planetarium in zeven jaar zou voltooien. Hij voerde de bouw niet alleen uit: zijn vader en broer hielpen bij het maken van schijven, assen en tandwielen en het schilderen van het plafond. Na vier jaar was het planetarium 'gangbaar', met andere woorden: het planetarium kon draaien. Dit was het moment dat Eisinga in een gids met economische informatie over Friesland, voor het eerst officieel bezoekers uitnodigde.
Eisinga maakte het schaalmodel van het zonnestelsel in het plafond van zijn woonkamer. Het raderwerk hing hij op aan de zoldering en werkte hij weg achter het blauwgeschilderde 'hemelplein' waarin de planeten draaien. Boven de bedstee stond het slingeruurwerk dat met een regulateur de omlooptijden regelde van de op dat moment bekende planeten: Mercurius, Venus, de aarde, Mars, Jupiter en Saturnus. De planeten hingen als bollen in de kamer en waren aan de 'zonzijde' goudkleurig beschilderd. De aarde was voorzien van een cirkelende maan.
In het plafond en de wand boven de bedstee was een aantal wijzerplaten en een planisfeer aangebracht. Hierop is onder meer informatie af te lezen over de maan, zoals de schijngestalten, de op- en ondergang en de stand van de maan. Van de zon worden de momenten van zonsopkomst en ondergang getoond. Ook toont het de tekens van de dierenriem, de dag van de week en het jaar volgens de Christelijke jaartelling.
Na de voltooiing van zijn planetarium schreef Eisinga in 1784 voor zijn kinderen een handleiding. Nauwkeurig legde hij uit hoe het mechanisme werkte en hoe het moest worden onderhouden. Nog altijd is Eisinga's handleiding een belangrijke richtlijn bij het gebruik en beheer van het planetarium.
Van Swinden bezocht Eisinga en zijn planetarium enkele malen in 1780. Hij was diep onder de indruk van het schaalmodel en de uitleg die Eisinga er bij gaf. Nog dat zelfde jaar publiceerde hij een boekje waarin hij de werking van het planetarium beschreef en de maker prees. Nog in het jaar van voltooiing werd de planeet Uranus ontdekt. Voor deze buitenplaneet was in het planetarium van Eisinga geen plaats meer.
Eisinga publiceerde in 1784 een Nauwkeurige Beschrijving en Afteekeningen van de uitwendige vertooning en de inwendige zamenstelling van het gansche Planetarium. Koning Willem I bezichtigde het planetarium in 1818 en kocht het in 1825 aan voor de Nederlandse staat.

## Museum
In 1859 werd het planetarium door de Nederlandse staat geschonken aan de stad Franeker. De stad Franeker stelde het open als museum. Sinds 1991 maakt ook Eise Eisingastraat 2, een voormalige koffiebranderij, onderdeel uit van het museumcomplex. Dit pand functioneerde vanaf 2006 als museumentree. In 2016 werd Eise Eisingastraat 1, waarin voorheen een banketbakkerij gevestigd was, in gebruik genomen als entree. In de gebouwen bevinden zich een vaste tentoonstelling, wisseltentoonstelling, een filmzaal en horeca.

## Erfgoed
In 2003 ontstond het plan om het planetarium op de werelderfgoed erkend te krijgen. Het traject zou uiteindelijk langer duren dan gebruikelijk maar in 2023 was het zover. Het planetarium werd op 19 september tijdens de 45e sessie van de Commissie voor het Werelderfgoed in Riyad, toegevoegd aan de UNESCO werelderfgoedlijst. Het is een van de weinige werelderfgoedlocaties die met wetenschap te maken heeft.
Het woonhuis met planetarium is sinds 1967 een rijksmonument en staat in de Top 100 van de Rijksdienst voor de Monumentenzorg uit 1990. Eise Eisinga is vanwege zijn planetarium opgenomen in de Canon van Nederland en de Canon van Friesland. 
Replica's van het mechaniek en de wijzerplaten zijn gebouwd in het Achterhoeks Planetarium en Planetarium Zuylenburgh. De actuele stand van de plafondwijzerplaat is ook terug te vinden op de site van het planetarium.
De maximale capaciteit van het museum is 450 bezoekers per dag. Het reserveren van een tijdslot is noodzakelijk. De bezoekersaantallen waren begin 2023 nog 4000 bezoekers per maand, begin 2024 waren dat er 12,000 per maand.

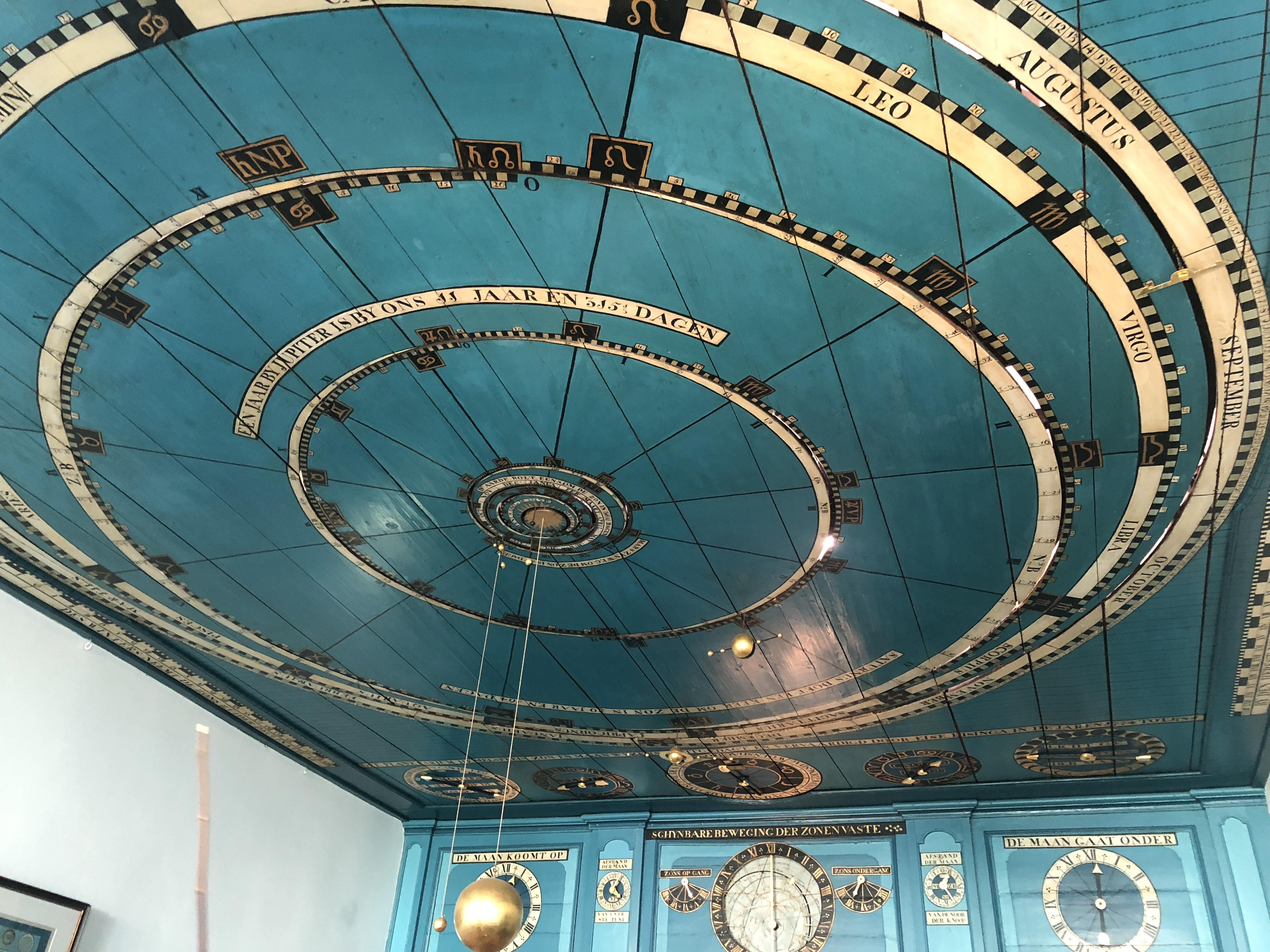
Wijzerplaat in het plafond met de hemellichamen als hangende bollen.
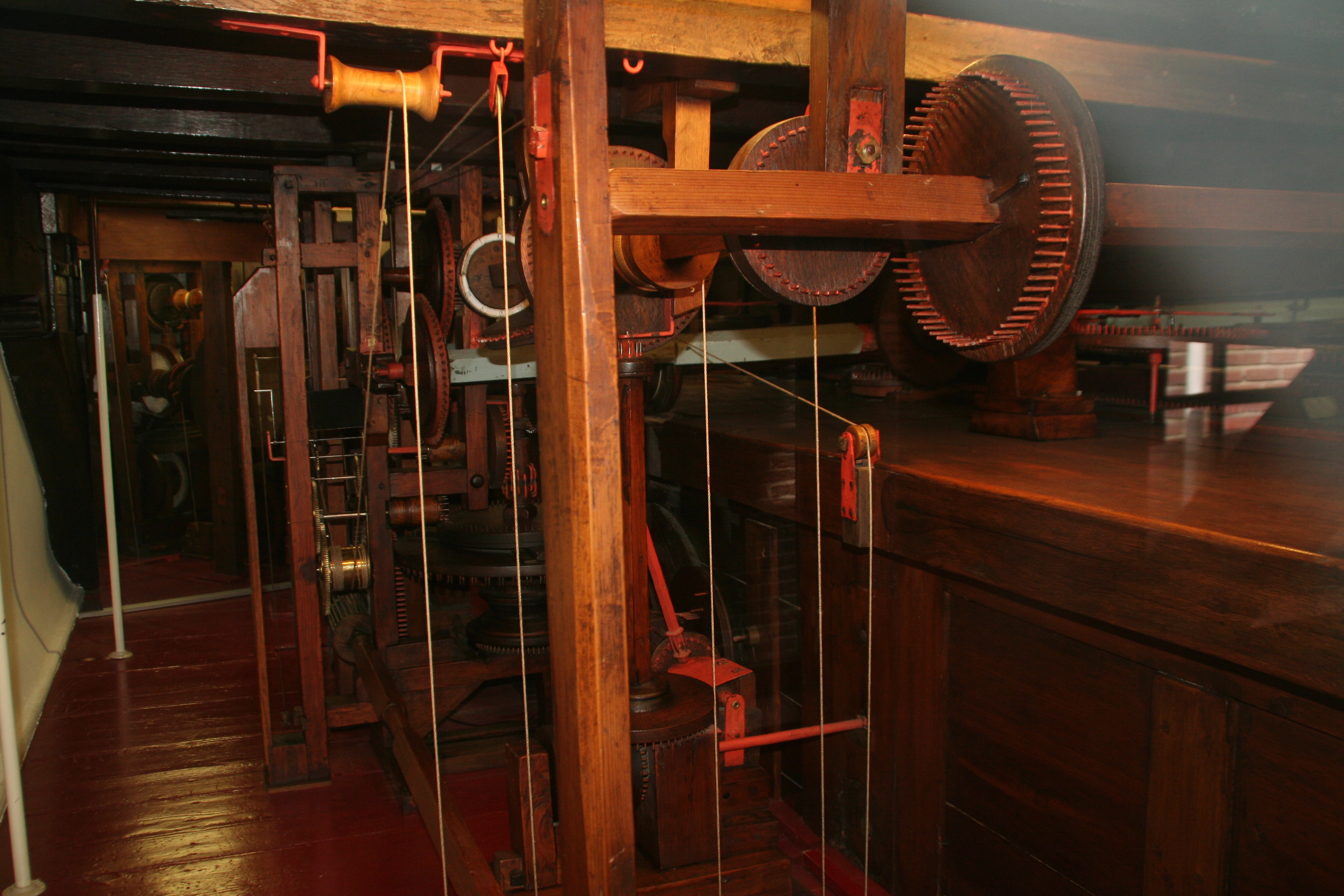
Het uurwerk dat het mechanisme in werking houdt
- Polygoon-journaal over het planetarium van Eise Eisinga in Franeker in 1944
- Polygoon-journaal over een herdenking van Eise Eisinga in 1928